# Tommaso Garzoni
Pour les articles homonymes, voir Garzoni.
Tommaso Garzoni, né Ottaviano Garzoni en mars 1549 à Bagnacavallo, une bourgade des États pontificaux rattachée quatre siècles plus tard à la province de Ravenne, en Émilie-Romagne et mort dans la même localité le 8 juin 1589, est un écrivain de la Haute renaissance italienne. Ses œuvres, éclectiques, ont été diffusées dans toute l'Europe et ont connu diverses réimpressions à différentes époques, au point qu'il est devenu l'un des auteurs italiens les plus traduits du Cinquecento.

## Aperçu biographique
Tomaso Garzoni naquit à Bagnacavallo dans la Romagne, au mois de mars 1549. Son enfance annonçait un prodige ; il n’avait que onze ans, et étudiait les belles-lettres sous Filippo Ossano d’Imola, lorsqu’il composa un poème, in ottava rima, sur les jeux mêmes des enfants et sur leurs petits combats.
Envoyé à quatorze ans à Ferrare, il y commença l’étude du droit, qu’il alla ensuite continuer à Sienne. Il avait dans ce changement un autre but, c’était d’épurer son langage et son style, et de se défaire, en écrivant, des mauvaises locutions lombardes. Il commença aussi un cours de philosophie ; mais il se fit tout à coup une révolution dans ses sentiments et dans ses idées : avant d’entrer dans le monde, il s’en dégoûta, c’est du moins ce que Niceron dit de lui dans ses Mémoires (t. XXXVI), et il alla en 1566 prendre à Ravenne l’habit de chanoine régulier du Latran ; il n’avait alors que dix-sept ans.
Depuis ce moment, Garzoni se livra à l’étude avec une nouvelle ardeur : la philosophie, la théologie, l’histoire, les langues savantes et même l’hébreu, l’espagnol parmi les langues vivantes, furent à la fois l’objet de ses travaux. On ignore s’il commença de bonne heure la composition de plusieurs ouvrages qu’il fit paraître successivement en peu d’années.
Le premier qu’il publia, est un ouvrage satirique et singulier, intitulé : Il theatro de’ varj diversi cervelli mondani, Venise, 1583, in-4°. Les cervelles humaines y sont divisées d’abord en cinq espèces, dont chacune est plus ou moins subdivisée, et le tout forme une suite de cinquante-cinq discours.
La première division est propre à faire sentir l’avantage que les diminutifs et les augmentatifs donnent à la langue italienne. I cervelli, les cervelles, dans le sens absolu du mot, sont les bonnes cervelles, les unes paisibles et reposées, les autres braves et guerrières, d’autres gaies et joviales, ou adroites et rusées, vives et éveillées, ou judicieuses et subtiles, ou sages et intelligentes, ou vertueuses et nobles. Chacune de ces qualités est le sujet d’un discours où l’auteur en rassemble différents exemples, tirés de l’histoire ancienne et moderne.
Après les cervelli, viennent i cervellini, les petites cervelles, qui sont vaines, inconstantes, changeantes, légères, curieuses, lunatiques, colériques, bizarres, capricieuses, passionnées ; et l’histoire fournit encore dans autant de discours, des traits de ces différents vices : i cervelluzzi, sont encore pires; ils sont paresseux, désœuvrés, stupides, insensés, balourds, grossiers, désagréables, insipides, timides, irrésolus, faibles, obtus, distraits, niais, imbéciles, etc. : i cervelletti valent encore moins ; les petites cervelles de ce genre ne sont pas seulement bornées, mais méchantes, bavardes, mordantes, pédantesques, sophistiques, etc. Vient enfin l’augmentatif cervelloni, qui est pris comme il doit l’être, en bonne part. Les fortes cervelles sont expérimentées, mâles, fermes, libres, hardies, résolues, graves, industrieuses, ingénieuses, et même cabalistiques, ce qui parait à l’auteur un sujet d’éloges comme tout le reste : mais i cervellazzi, qui sont un autre augmentatif, rassemblent au contraire ce qu’il y a de pire au monde, de plus vicieux, de plus vil ; et les vices que l’auteur leur attribue fournissent à eux seuls la matière de ses dix-neuf derniers discours.
Ce livre fut traduit en français par Gabriel Chappuys, Paris, 1586, in-16.

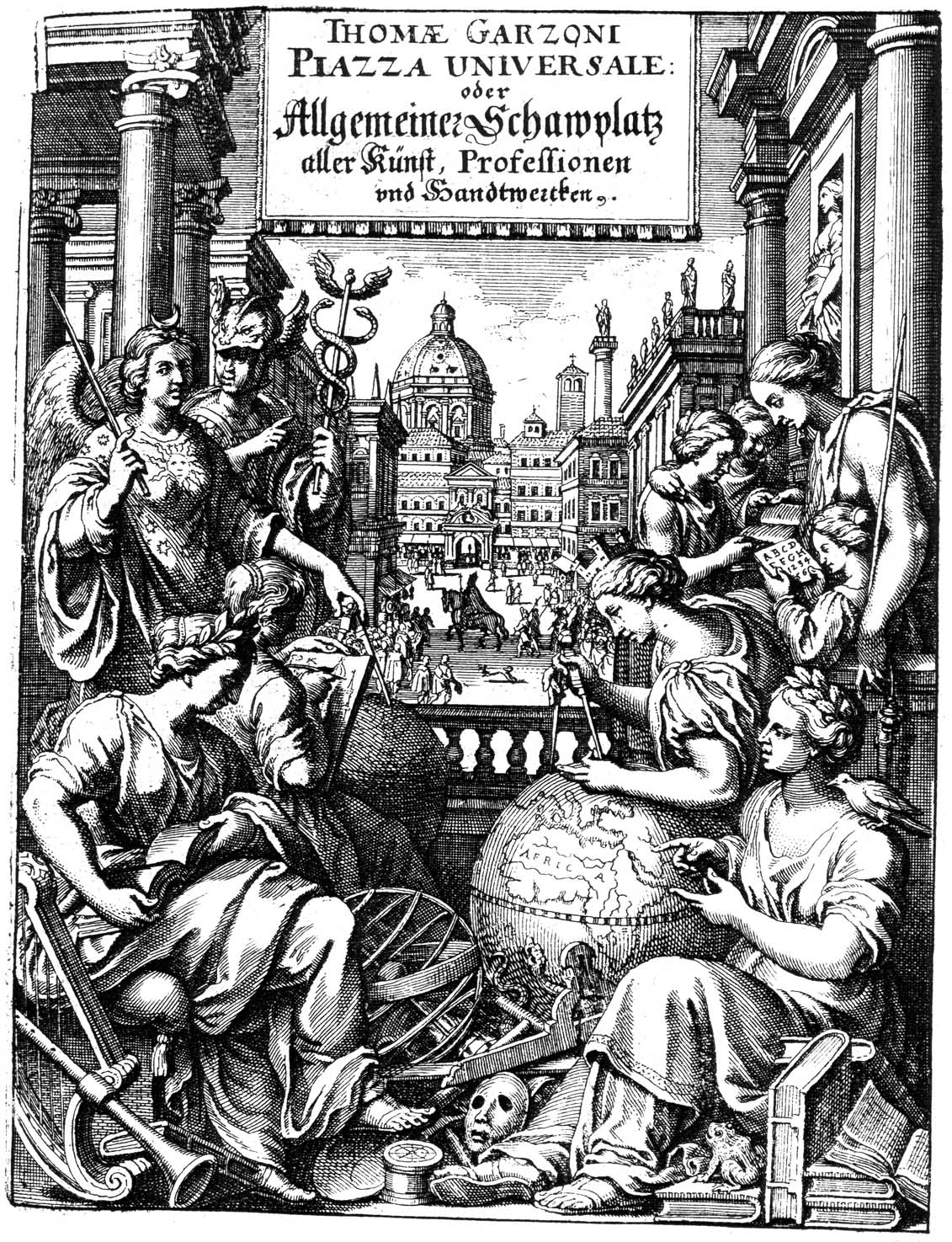
Frontispice de la Piazza universale (éd. allemande de 1659)

Le plan, et en quelque sorte la structure de l’ouvrage, peut donner une idée de la plupart de ceux du même auteur. Le plus considérable parut le second, et c’est le plus célèbre ; il est intitulé : Piazza universale di tutte le professioni del mondo, Venise, 1585, in-4°. Il y traite en cent cinquante-cinq discours, de toutes les professions des hommes, depuis les rois, les princes et les tyrans ; les prélats, les moines, chanoines, et chevaliers d’ordres religieux ; les savants et docteurs dans toutes les facultés ; les professeurs de toutes les sciences ; les écrivains, les poètes et les orateurs ; les devins, les sibylles et les prophètes ; les courtisans et les courtisanes ; les hérétiques et les inquisiteurs ; les sauteurs, danseurs, coureurs, faiseurs de tours, etc., jusqu’aux arts purement mécaniques, et aux métiers les plus communs et les plus vils. Dans chacun de ces discours et sur chacune de ces professions, l’antiquité, l’histoire moderne, et même contemporaine, fournissent à l’auteur des moyens d’étaler son érudition et ses connaissances, sans qu’il en résulte ni un très-grand plaisir, ni une véritable instruction pour le lecteur.
Cet ouvrage, qui contient plus de huit cents pages in-4°, fut traduit en latin par Nicolas Bellus, et publié dans le même format à Francfort-sur-le-Main, en 1623.
L’Hôpital des fous suivit de près ; il est intitulé : L’Hospidale de’ pazzi incurabili, con tre capitoli in fine sopra la pazzia, Venise, 1586, in-4° de 95 pages. Garzoni passe en revue, à sa manière, dans 33 discours, toutes les sortes de folies ; et ce qu’il y a ici de particulier, c’est une prière qu’il adresse à la fin de chacun de ces discours, à l’un des dieux ou déesses du paganisme, pour la guérison de l’espèce de fous dont il vient de parler. L’ouvrage fut traduit en français par François de Clarier, sieur de Longval, Paris, 1620, in-8°. Précédemment traduite en anglais en 1600 et en allemand en 1618, cette œuvre, a suscité un intérêt manifeste et exercé une grande influence sur la littérature européenne. Pour Valeria Pompejano Natoli L’Hospidale serait la source de L’Hospital des fous de Charles Beys (1635).
La sinagoga degli ignoranti parut trois ans après L’Hospidale à Venise, in-4°, l’année même de la mort de l’auteur, qui mourut dans sa patrie le 8 juin 1589, n’étant âgé que de 40 ans. C’est celui de ses ouvrages dont l’idée est la plus philosophique ; mais il l’a exécuté dans le même genre que tous les autres, et avec plus d’érudition que de philosophie : il y examine dans seize discours, ce que c’est que l’ignorance ; combien il y en a de différentes espèces ; quelles en sont les causes, quelle en est la propriété ou la matière ; à quels signes on la reconnait ; combien de choses la fomentent et l’entretiennent; quelle est la profession de l’ignorant ; quelles sont ses fonctions dans le monde, ses actions, ses occupations, ses prouesses, etc. , etc. On n’est pas surpris de voir l’auteur donner pour principale occupation, aux ignorants, de blâmer les savants et les gens de lettres, de les calomnier auprès des princes, des grands, des autorités, des gens du monde ; cela était ainsi avant lui, et le sera encore après nous.
On ne publia que depuis sa mort, un de ses opuscules intitulé : Il mirabile cornucopia consolatorio, Bologne, 1601, in-8°, espèce d’ouvrage burlesque à la louange des cornes, qu’il avait écrit, dit-on, pour consoler un mari d’un certain accident dont elles sont l’emblème. Il avait laissé en manuscrit un ouvrage plus considérable, qui avait pour titre Il serraglio degli stupori del mondo : il était divisé en dix appartements, selon les différents objets admirables et extraordinaires, tels que les monstres, prodiges, prestiges ; les sorts, les oracles, les sibylles , les songes, les curiosités astrologiques, les miracles, et toutes les merveilles, tirés des meilleurs auteurs, des historiens, des poètes, et dont il entreprenait d’examiner la probabilité ou l’improbabilité, selon les lois de la nature. Bartolomeo Garzoni, son frère, prélat de Saint-Ubalde d’Eugubio, et théologien privilégié de la congrégation de Latran, fit imprimer ce manuscrit avec des notes, Venise, 1613, in-4°, volume de près de 800 pages, où l’érudition est prodiguée, et les citations entassées plus encore que dans les ouvrages précédents.
Garzoni avait donné, un an avant sa mort, une édition en trois volumes in-fol., des Œuvres latines de Hugues de Saint-Victor, chanoine de cette maison à Paris dans le 12e siècle, d’après l’édition, en pareil nombre de volumes, donnée à Paris en 1526, mais avec des apostilles, des notes, et des scholies de lui, et une vie de cet écrivain. Les auteurs de l’Histoire littéraire de la France, t. 12, lui reprochent avec raison, d’avoir, dans cette vie, par un zèle mal entendu pour l’honneur de son corps, et sans égard pour la vraisemblance, qualifié notre Victorin chanoine régulier de Latran. On lui attribue encore, mais avec peu de certitude, deux ouvrages intitulés, l’un l’Huomo astratto, Venise, 1604, in-4° et l’autre, qui paraîtrait assez dans son genre, Le vite delle donne illustri della Scrittura sacra, con l’aggiunta delle donne oscure e laide dell’uno e dell’altro Testamento, Venise, 1588.

## Œuvres
en italien
- Il Theatro de' vari, e diversi cervelli mondani, Venezia, 1583
- Le vite delle donne illustri della Scrittura sacra. Con l'aggionta delle vite delle donne oscure e laide dell'uno e l'altro Testamento e un discorso in fine sopra la nobiltà delle donne, 1586
- L'hospidale de pazzi incurabili, 1586
- La sinagoga de gl'ignoranti, 1589
- La mirabile cornucopia consolatoria, Bologne, 1601 (posthume)
- La piazza universale di tutte le professioni del mondo. Di Tommaso Garzoni da Bagnacauallo. Con l'aggiunta di alcune bellissime annotazioni à discorso per discorso, 1585
- Il serraglio de gli stupori del mondo, di Tomaso Garzoni da Bagnacauallo. Diuiso in diece appartamenti, secondo i vari, & ammirabili oggetti. Cioè di mostri, prodigii, prestigii, sorti, oracoli, sibille, sogni, curiosità astrologica, miracoli in genere, e marauiglie in spetie, narrate da' piu celebri scrittori, e descritte da' piu famosi historici, e poeti, le quali talhora occorrono, considerandosi la loro probabilità, ouero improbabilità, secondo la natura. Opera non meno dotta, che curiosa, così per theologi ... come per filosofi ... arricchita di varie annotationi dal m.r.p.d. Bartolomeo Garzoni suo fratello ... Con tre copiosissime tauole., Venezia, 1585
- Gli due garzoni, cioè l'huomo astratto : et La stella de' Magi / del molto rever. p. d. Tomaso Garzoni da Bagnacavallo. del molto rever. p. d. Bartolomeo Garzoni da Bagnacavallo, Venise, 1604. Consultable sur Google Books et sur e-rara.

en français
- Le Théâtre des divers cerveaux du monde, traduict d'italien par Gabriel Chappuys, Paris, J. Houzé, 1586
- L'Hospital des fols incurables, où sont déduites de poinct en poinct toutes les folies et les maladies d'esprit, tant des hommes que des femmes, œuvre [...] tirée de l'italien de Thomas Garzoni, et mise en notre langue, par François de Clarier, sieur de Longval, Paris, F. Julliot, L. Sevestre, 1620. Consultable sur Gallica.
- L'hospidale de’ pazzi incurabili, texte et traduction française par François de Clarier (1620), présentés et commentés par Adelin Charles Fiorato, Paris, Honoré Champion, 2001.

en anglais
- The Hospital of Incurable Madness. L'Hospedale de' Pazzi Incurabili (1586), by Tomas Garzoni, édité par D. Pastina et J. W. Crayton, Turnhout, Brepols Publishers, 2009. Premier état consultable sur Academia.

en allemand
- Spital unheylsamer Narren und Närrinnen Herrn Thomasi Garzoni, auss der italiänischen Sprach teutsch gemacht durch Georgium Fridericum Messerschmid, Gedruckt zu Strassburg, bey J. Carolo, 1618
- Piazza universale, das ist allgemeiner Schawplatz, Marckt und Zusammenkunfft aller Professionen, Künsten, Geschäfften, Händeln und Handtwerken... erstmaln durch Thomam Garzonum italianisch zusammengetragen, anjetzo [...] verdeutscht, Frankfurt am Mayn, in W. Hoffmanns Buchdruckerei, 1641

en latin
- Emporium universale, trad. par Nic. Belli, Francfort, 1614[3]

en espagnol
- Plaza universal de todas sciencias y artes, parte traduzida de toscano [de Thomaso Garzoni] y parte compuesta por el doctor Christóval Suárez de Figueroa, Perpiñan, 1630

### Notices d'autorité
- Ressources relatives à la recherche :   - Medicina
  - Semantic Scholar
- Notices dans des dictionnaires ou encyclopédies généralistes :   - Deutsche Biographie
  - Dizionario biografico degli italiani
  - Enciclopedia italiana
  - Enciclopedia De Agostini
  - Treccani
- Notices d'autorité :   - VIAF
  - ISNI
  - BnF (données)
  - IdRef
  - LCCN
  - GND
  - Italie
  - CiNii
  - Espagne
  - Belgique
  - Pays-Bas
  - Pologne
  - Israël
  - NUKAT
  - Catalogne
  - Suède
  - Vatican
  - Australie
  - WorldCat